# Chapelle de procession
 (janvier 2023).
Si vous disposez d'ouvrages ou d'articles de référence ou si vous connaissez des sites web de qualité traitant du thème abordé ici, merci de compléter l'article en donnant les références utiles à sa vérifiabilité et en les liant à la section « Notes et références ».
La chapelle de procession est un édifice de confession catholique construit en l'honneur d'un saint ou destiné à la procession du saint sacrement (Fête-Dieu). La messe peut y être autorisée uniquement sur permission de l’évêque responsable du diocèse et sous certaines conditions.

## Description
Les chapelles de procession sont généralement conçues par paire et situées de part et d'autre de l'église paroissiale et/ou du village. Les marches solennelles de prêtres et de fidèles sont accompagnées de prières et de chants et sont destinées à honorer Dieu, la Vierge Marie ou tout autre saint.

### Architecture
Édifices rectangulaires ou terminés par une abside, la plupart de ces chapelles sont très petites et toujours surmontées d'un petit clocher. 

### Traditions au Québec
La tradition de la procession au Québec vient d'Europe et les premiers colons ont perpétué cet usage en Nouvelle-France. La mode des chapelles de procession prend son essor au début du XVIIIe siècle et se termine vers 1850.